# Buchi Emecheta
Florence Onyebuchi "Buchi" Emecheta OBE (21 tháng 7 năm 1944 – 25 tháng 1 năm 2017) là một tiểu thuyết gia người Anh gốc Nigeria, có trụ sở tại Anh từ năm 1962, cũng viết kịch và tự truyện, cũng như làm việc cho trẻ em. Bà là tác giả của hơn 20 cuốn sách, bao gồm Công dân hạng hai (1974), Giá cô dâu (1976), Cô gái nô lệ (1977) và Niềm vui của tình mẹ (1979).
Các chủ đề của bà về chế độ nô lệ trẻ em, làm mẹ, độc lập và tự do của phụ nữ thông qua giáo dục đã được công nhận từ các nhà phê bình và danh dự. Emecheta từng mô tả những câu chuyện của mình là "những câu chuyện về thế giới nơi Phụ nữ đối mặt với những vấn đề phổ biến về nghèo đói và áp bức, và càng ở lại lâu, bất kể họ đến từ đâu, ban đầu, những vấn đề càng trở nên giống hệt nhau." Các tác phẩm của bà khám phá sự căng thẳng giữa truyền thống và hiện đại. Bà được mô tả là "tiểu thuyết gia phụ nữ da đen thành công đầu tiên sống ở Anh sau năm 1948".

## Giáo dục và cuộc sống ban đầu
Emecheta sinh ngày 21 tháng 7 năm 1944, tại Lagos, Nigeria, có bố mẹ là Igbo, Alice (Okwuekwuhe) Emecheta và Jeremy Nwabudinke. Cha bà là một công nhân đường sắt và moulder. Do sự thiên vị về giới tính của thời đại, Buchi Emecheta ban đầu được giữ ở nhà trong khi em trai bà được gửi đến trường; nhưng sau khi thuyết phục cha mẹ xem xét lợi ích của việc học hành, bà đã trải qua thời thơ ấu tại một trường truyền giáo toàn nữ. Khi cô 9 tuổi, cha bà qua đời ("những biến chứng do vết thương gây ra ở đầm lầy Miến Điện, nơi anh đã bị kết án để chiến đấu cho Lord Louis Mountbatten và tàn dư của Đế quốc Anh"). Một năm sau, Emecheta nhận được học bổng toàn phần tại Trường nữ sinh Methodist, nơi cô ở lại đến năm 16 tuổi, vào năm 1960, bà kết hôn với Sylvester Onwordi, 11 tuổi. Cuối năm đó, bà hạ sinh một cô con gái và năm 1961, đứa con trai kháu khỉnh của họ ra đời.
Onwordi ngay lập tức chuyển đến London để theo học đại học và Emecheta đã cùng anh đến đó với hai đứa con đầu lòng của họ vào năm 1962. Bà sinh được năm đứa con sau sáu năm, ba cô con gái và hai đứa con trai  Đó là một cuộc hôn nhân không hạnh phúc và đôi khi dữ dội (như được ghi trong các tác phẩm tự truyện của cô như Công dân hạng hai). Để giữ sự tỉnh táo, Emecheta đã viết trong thời gian rảnh rỗi. Tuy nhiên, chồng cô đã vô cùng nghi ngờ về văn bản của bà, và cuối cùng ông đã đốt bản thảo đầu tiên của bà; cô nói rằng trong The Bride Price, cuối cùng được xuất bản năm 1976. Đó sẽ là cuốn sách đầu tiên của cô nhưng cô phải viết lại sau khi nó bị phá hủy: "Có năm năm giữa hai phiên bản."  Năm 22 tuổi, mang thai đứa con thứ năm, Emecheta bỏ chồng. Trong khi làm việc để nuôi con một mình, bà đã lấy bằng Cử nhân Xã hội học năm 1972 từ Đại học London. Trong cuốn tự truyện năm 1984, Head Inside Water, bà đã viết: "Về sự sống còn của tôi trong hai mươi năm qua ở Anh, từ khi tôi còn hơn hai mươi tuổi, kéo theo bốn đứa trẻ lạnh lùng và nhỏ giọt với tôi và mang thai đứa thứ năm một phép lạ."  Bà tiếp tục lấy bằng tiến sĩ từ trường đại học năm 1991.

## Di sản
Năm 2017, con trai của Emecheta, Sylvester Onwordi, đã tuyên bố thành lập Quỹ Buchi Emecheta – một tổ chức từ thiện nhằm thúc đẩy các dự án văn học và giáo dục ở Anh và ở Châu Phi   được ra mắt tại London vào ngày 3 tháng 2 năm 2018 tại Phòng trưng bày Brunei, SOAS, cùng với các phiên bản mới của một số cuốn sách của cô được Onwordi xuất bản thông qua Omenala Press của anh. " Lưu trữ ngày 9 tháng 3 năm 2021 tại Wayback Machine Kỷ niệm Buchi Emecheta - Sự kiện tháng Hai " Lưu trữ ngày 9 tháng 3 năm 2021 tại Wayback Machine. Những người tham gia lễ kỷ niệm một tập hợp các nhà văn, nhà phê bình, nghệ sĩ, nhà xuất bản, người đam mê văn học và các nhà hoạt động văn hóa từ khắp nơi trên thế giới, bao gồm London và các khu vực khác của Anh, Pháp, Đức, Mỹ, Canada, Nigeria, Ghana, Kenya, Nam Phi và Caribbean "- là Leila Aboulela, Carole Boyce Davies, Margaret Busby, James Currey, Louisa Uchum Egbunike, Ernest Emenyonu, Akachi Ezeigbo, Kadija George, Mpalive Msiska, Grace Nichols, Alastair Niven, Irenosen Okojie, Veronique Tadjo, Marie Linton Umeh, Wangui wa Goro, Bibi Bakare-Yusuf và những người khác.
Buchi Emecheta có số 98 trong danh sách 100 phụ nữ được Tạp chí Lịch sử BBC công nhận vào tháng 8 năm 2018 vì đã thay đổi thế giới.
Vào tháng 3 năm 2019, Nhà máy bia Camden Town đã cho ra mắt một bộ bóng đá sử dụng tác phẩm nghệ thuật gồm 2 biểu tượng nữ truyền cảm hứng nhất đã ảnh hưởng đến quận Camden của nhà máy bia ".

## Công trình tiêu biểu
- Dennis Abrams, "Bình luận về công việc của nhà tiểu thuyết người Nigeria quá cố Buchi Emecheta", Quan điểm xuất bản, ngày 30 tháng 1 năm 2017.
- Adekeye Adebajo, "Cống hiến cho một người phụ nữ can đảm của châu Phi", The Guardian (Nigeria), ngày 31 tháng 1 năm 2017.
- Adekunle, "Tribute to a Lioness", Vanguard (Nigeria), 17 tháng 2 năm 2017.
- Jane Bryce, "Một sự nghiệp sắp xếp: Nhớ Buchi Emecheta" Lưu trữ ngày 20 tháng 2 năm 2024 tại Wayback Machine, Wasafiri, 2017.
- Margaret Busby, "cáo phó Buchi Emecheta", The Guardian, ngày 3 tháng 2 năm 2017.
- Eashani Chavda, "[liên kết hỏng] Chữ viết của người Anh đen: A Tribute To Buchi Emecheta"[liên kết hỏng], gal-dem, ngày 18 tháng 5 năm 2017.
- Vimbai Chinembiri, "Buchi Emecheta: Cách cô ấy tạo ra tiếng nói cho phụ nữ" Lưu trữ ngày 18 tháng 5 năm 2018 tại Wayback Machine, Her (Zimbabwe), ngày 28 tháng 1 năm 2017.
- Hội đồng Giải thưởng Caine cho văn bản châu Phi, "Tribute to Buchi Emecheta (1944 Tiết2017)", blog Giải thưởng Caine, ngày 1 tháng 2 năm 2017.
- William Grimes, "Buchi Emecheta, Tiểu thuyết gia Nigeria, qua đời ở tuổi 72", Thời báo New York, ngày 10 tháng 2 năm 2017.
- Fred Obera, "Nigeria: Ghi nhớ biểu tượng văn học Nigeria Buchi Emecheta", AllAfrica, ngày 26 tháng 1 năm 2017.
- Margaret Olele, "Của Buchi Emecheta và phụ nữ", The Guardian (Nigeria), ngày 14 tháng 3 năm 2017.
- Sylvester Onwordi, "Nhớ mẹ tôi Buchi Emecheta, 1944 Từ2017", New Statesman, ngày 31 tháng 1 năm 2017. Cũng như "Tưởng nhớ Buchi Emecheta, tiểu thuyết gia Nigeria, nữ quyền, mẹ tôi", Luận cứ châu Phi (Hiệp hội Hoàng gia châu Phi), ngày 1 tháng 2 năm 2017.
- Niyi Osundare, "Nhà nữ quyền ngoài ý muốn: Dành cho Buchi Emecheta, 1944 Từ2017", Phóng viên Sahara, ngày 29 tháng 1 năm 2017.